# Montecastrilli
Montecastrilli – miejscowość i gmina we Włoszech, w regionie Umbria, w prowincji Terni.
Według danych na rok 2004 gminę zamieszkiwało 4601 osób, 74,2 os./km².